# Іслам у Франції
Іслам у Франції — друга за кількістю віруючих релігія після християнства.

## Особливості
У Франції перепис не реєструє релігійну приналежність, тому дані про кількість мусульман у Франції є розбіжними. Дослідження, проведені Pew Research Center 2010 року, оцінювали чисельність мусульман на рівні 4,7 млн (7,5 %). Згідно з дослідженням, проведеним INED і INSEE в жовтні 2010 року, у Франції 2,1 мільйона чоловік заявили про свою приналежність до ісламу. За іншими даними у Франції 2010 року було від 5 до 6 мільйонів мусульман. 82 % мусульман із арабських країн (43,2 % з Алжиру, 27,5 % з Марокко, 11,4 % з Тунісу). 9,3 % — вихідці з інших 
африканських країн, 8,6 % — з Туреччини.